# Tablica wyników (koszykówka)
Tablica wyników - konieczny element wyposażenia boiska do koszykówki. 
Na tablicy powinny znaleźć się następujące informacje:
- aktualny stan punktowy drużyn
- nazwy drużyn (domyślnie gospodarze - goście)
- czas pozostały do końca kwarty: jeżeli do końca zostało mniej niż 60 sekund, wówczas zegar obligatoryjnie musi wskazywać ilość pozostałego czasu z dokładnością nie mniejszą niż 0,1 s. W pozostałych przypadkach wystarczy dokładność na poziomie 1 s.
- czas pozostały do zakończenia przerwy na żądanie
- łączna liczba fauli drużyny w kwarcie
- liczba fauli poszczególnych zawodników.

Za obsługę tablicy odpowiedzialny jest asystent sekretarza.
Oprócz tablicy głównej, na boisku znajdują się również tablice 24 sekund, zazwyczaj umieszczone nad koszami, lub dawniej na ścianach równoległych do tablicy kosza. W Fédération Internationale de Basketball, National Basketball Association, oraz Women's National Basketball Association zegar odmierza czas 24 sekund. W National Collegiate Athletic Association odmierza 35 sekund dla mężczyzn i 30 dla kobiet. W "triobaskecie" - 12 sekund. Przekroczenie wyznaczonego czasu jest błędem.